# Джордж Нюбърн
Джордж Йънг Нюбърн (на английски: George Young Newbern) е американски актьор.

## Биография
Роден е на 30 декември 1964 г.
Нюбърн е най-известен с ролите на Брайън Маккензи в „Бащата на булката“ и „Бащата на булката 2“, Дани (Йетито) в „Приятели“ и Чарли в „Скандал“.
Познат е и като гласа на Супермен в „Лигата на справедливостта“ и „Лигата на справедливостта без граници“, както и на принц Рен в „Пиратите на тъмната вода“ и Сефирот в поредицата видеоигри „Final Fantasy“.

## Личен живот
Женен е за актрисата Мариета Деприма. Семейството има три деца – Ема (родена на 26 юни 1995 г.), Мей (родена на 19 септември 1998 г.) и Бен (роден на 25 ноември 2003 г.).